# Handhvinahalli, Nanjangud
Handhvinahalli là một làng thuộc tehsil Nanjangud, huyện Mysore, bang Karnataka, Ấn Độ.